# FFAカップ
オーストラリアカップ（英語: Australia Cup）はオーストラリアで開催されているサッカーの国内カップ戦である。大会名はオーストラリアサッカー連盟（略称：FFA）にちなんで名付けられており、FFAが組織、運営を行っている。大会には国内のトップディヴィジョンリーグであるAリーグ所属のクラブに加えて、ナショナル・プレミアリーグや州リーグを含むオーストラリアの下部ディヴィジョンに所属するクラブも参加する。ディヴィジョンの低いチームから順に参加していき、ラウンド32から国内最高峰リーグであるAリーグのクラブが出場する。
初年度大会は2014年に開催され、最初のFFAカップ王者を決定する。将来的には、FFAカップの優勝クラブにはアジアサッカー連盟（AFC）主催のクラブ国際大会であるAFCチャンピオンズリーグへの出場権が与えられる予定である。

## 歴史
オーストラリアのサッカーには地域や州ごとにノックアウト方式のカップ戦が長く行われてきた歴史がある。しかし、オーストラリアのあらゆるカテゴリに属するクラブが競うノックアウト方式のカップ戦の継続実施はこれまで実現が難しかった。FFAカップに先立つ国内カップ戦としてはオーストラリア・カップが存在した。オーストラリア・カップは1962年に設立されたが、7シーズン開催された後1968年に廃止された。1977年、ノックアウト方式の大会が現在は廃止されたオーストラリアン・ナショナルサッカーリーグに対応するカップ戦として設立された。このカップ戦、NSLカップはNSLに所属しているオーストラリアのサッカークラブのみが参加する形式であり、州リーグに参加しているチームが参加できないという点で真の国内カップ戦とはいえないものであった。NSLカップは1996年の大会を以て廃止された。Aリーグ開幕前に行われたプレシーズン・チャレンジカップ2005年から2008年まで行われたが、こちらもAリーグ所属クラブのみが参加する形式であり、伝統的なノックアウト方式に則った大会ではなかった。
FFAカップは当初2013年に開始する計画があったが、オーストラリアサッカー連盟の2012年のテレビ放映権や大会開催に伴いコストが上昇する懸念があり、度重なる設立延期にあうこととなった。2012年に新たなテレビ放映権に関する契約を締結した後、オーストラリアサッカー連盟チェアマンのフランク・レーヴィは、FFAカップは最速で2015年に開始すると述べた。2013年2月13日、オーストラリアサッカー連盟のCEOであるデイヴィッド・ギャロップは、FFAカップは開催の準備中であるが、2014 FIFAワールドカップ、AFCアジアカップ2015、Aリーグ、ナショナル・プレミアリーグを優先するため2015年以前に大会を開始することは無いと認めた。それにもかかわらず、ギャロップは後に大会を2014年に開始できる希望を持っていると述べた。
2013年8月29日、国内のカップ戦であるFFAカップが2014年に開始されることが告知された。2013年10月14日、FFAはFFAカップのジェネラルマネージャーとしてサム・チャドウィックが就任したと告知した。2014年2月24日、FFAカップはデイヴィッド・ギャロップにより公式に設立された。
FFAカップへの出場権を獲得した初のメンバー・フェデレーション・クラブはオーストラリア首都特別地域リーグに所属するトゥゲラノン・ユナイテッドであった。トゥゲラノン・ユナイテッドは2013 ACTフェデレーションカップ王者としてFFAカップ2014の予選に臨んだ。

## 形式
大会形式は32クラブによるノックアウト方式のトーナメント戦であり、オーストラリアのサッカーリーグシステムに則って対戦相手が決定される。
FFAカップは大会に割り当てられた日程に沿って行われる。90分終了後に引き分けに終わった試合では、延長戦が行われる。延長戦終了後も同点の場合、PK戦により勝者を決定する。
各ラウンドの引き分けはラウンド32から準決勝まで存在しうる。各クラブはクラブの大会参加資格や大会内の段階により様々なポットに配分される。抽選により、対戦相手及びホームで試合を行うクラブを決定する。Aリーグのチームとメンバー・フェデレーション・クラブの対戦の場合、メンバー・フェデレーション・クラブがホームで試合を行う。しかし、抽選で同じディヴィジョンのクラブ同士の対戦が決まった場合、最初に抽選が行われたクラブのホームで試合が行われる。
抽選によりトップシードチームが大会の後半まで登場しないようにする「通常」のシード方式と異なり、FFAカップにおける抽選は草サッカークラブの試合出場機会を増やし利益を生むためシードクラブ数を減らすことを目的として行われる。シードを含むFFAカップの抽選方式により、少なくとも3つのメンバー・フェデレーション・クラブが準々決勝に進出することが確定している。
AFCアジアカップ2015がオーストラリアでAリーグのシーズン中に行われるインパクトを小さくするため、初年度FFAカップの決勝戦は2014年12月16日に平日開催の試合として行われる。2015-16シーズンの大会より、FFAカップの決勝戦は決勝戦の重要性を強調するため。週末に行われることが既に決定している。

### 参加クラブ
FFAカップには32クラブが参加し、Aリーグ所属クラブが10クラブ、残りの22クラブは各連邦州の様々なセミプロ、アマチュアカップ戦の王者（メンバー・フェデレーション・クラブ）が参加する。Aリーグ所属クラブはラウンド32から参加する。
各州を代表するクラブの数は各管轄リーグの選手参加数により決定された。ノーザンテリトリーは初年度の大会に参加していないものの、2015年から参加予定である。

## トロフィー
決勝戦終了後、優勝クラブはFFAカップというトロフィーを掲げる。このトロフィーは次年度の決勝戦まで優勝クラブが保管する。
トロフィーは1962年から1968年まで開催された国内カップ戦、オーストラリア・カップのトロフィーに似せた伝統的な大きなカップスタイルのトロフィーである。FFAカップ自体は銀と真鍮から作られており、そのプレートには24カラットの金とスターリングシルバーが使用されている。FFAカップには2つの取手があり、それぞれの内側にはオーストラリアサッカー連盟のバッジが刻まれている。この他、トロフィーにはFFAのデザインとFFAカップの文字が刻まれている。トロフィーは2つのサッカーボールを模しており、ひとつはカップの台座部分に、もうひとつはカップ最上部に取り付けられている。
FFAカップのトロフィーはD3デザインにより制作された。D3デザインはAリーグやWリーグ、NPLの優勝銀盃も制作している。

## スポンサー
FFAカップの初年度大会、FFAカップには公式の命名権パートナーが参加する。2014年、ウェストフィールド・グループが大会最初の三年間の公式スポンサーを務めることが発表され、商業的には「ウェストフィールドFFAカップ」という名称になった。
2014年から、アンブロはFFAカップ公式戦に使用する公式球を提供しており、大会最初の3年間はアンブロの公式球を使用することとなっている。FFAカップの公式球、「Umbro Neo 150 Elite」は大会のために特別にデザインされたものである。

## メディアによる放送
FOXスポーツでは最低でも10試合を放送する予定である。その内1試合はラウンド32、2試合はラウンド16の試合を放送し、準々決勝以降はすべての試合を放送する。フォックススポーツはラウンド32の試合を選択、追加して放送する可能性もある。放送されるすべての試合はUTC+10にて午後7時30分に開始される。ラウンド32以降のFFAカップ抽選会もまたフォックススポーツにて生中継で放送される予定である。
国際面では、FFAカップの少なくとも10試合がアフガニスタン、バングラデシュ、ブータン、インド、モルディブ、ネパール、パキスタン、スリランカといったアジアの国々で放送される。この放送はTENスポーツにより行われ、2014年から3年契約を結んでいる。

## 歴代大会成績
| 年度 | 優勝（優勝回数）             | 結果        | 準優勝                         | 会場                                     | 観客数 |
| ---- | ---------------------------- | ----------- | ------------------------------ | ---------------------------------------- | ------ |
| 2014 | アデレード・ユナイテッド (1) | 1-0         | パース・グローリー             | ハインドマーシュ・スタジアム             | 16,142 |
| 2015 | メルボルン・ビクトリー (1)   | 2-0         | パース・グローリー             | メルボルン・レクタンギュラー・スタジアム | 15,098 |
| 2016 | メルボルン・シティ (1)       | 1-0         | シドニーFC                     | メルボルン・レクタンギュラー・スタジアム | 18,751 |
| 2017 | シドニーFC (1)               | 2-1(a.e.t.) | アデレード・ユナイテッド       | シドニー・フットボール・スタジアム       | 13,452 |
| 2018 | アデレード・ユナイテッド (2) | 2-1         | シドニーFC                     | ハインドマーシュ・スタジアム             | 14,448 |
| 2019 | アデレード・ユナイテッド (3) | 4-0         | メルボルン・シティ             | ハインドマーシュ・スタジアム             | 14,920 |
| 2020 | 中止                         | 中止        | 中止                           | 中止                                     | 中止   |
| 2021 | メルボルン・ビクトリー (2)   | 2-1         | セントラルコースト・マリナーズ | メルボルン・レクタンギュラー・スタジアム | 15,343 |
| 2022 | マッカーサー (1)             | 2–0         | シドニー・ユナイテッド58       | ウェスタン・シドニー・スタジアム         | 16,461 |
| 2023 | シドニーFC                   | 3–1         | Brisbane Roar                  | Sydney Football Stadium                  |        |